# Ælred de Rievaulx
Ælred de Rievaulx, né au début de 1110 et mort le 12 janvier 1166 (ou 1167), est un moine cistercien qui devient le troisième abbé de Rievaulx en 1147. Il a laissé de nombreux écrits et a été l'un des moines cisterciens les plus influents d'Angleterre de son temps ; on le nomme le saint Bernard anglais. Il est considéré comme docteur de la charité et de l'amitié, et est commémoré comme saint dans la liturgie des Églises catholique et anglicane le 12 janvier.

## Biographie

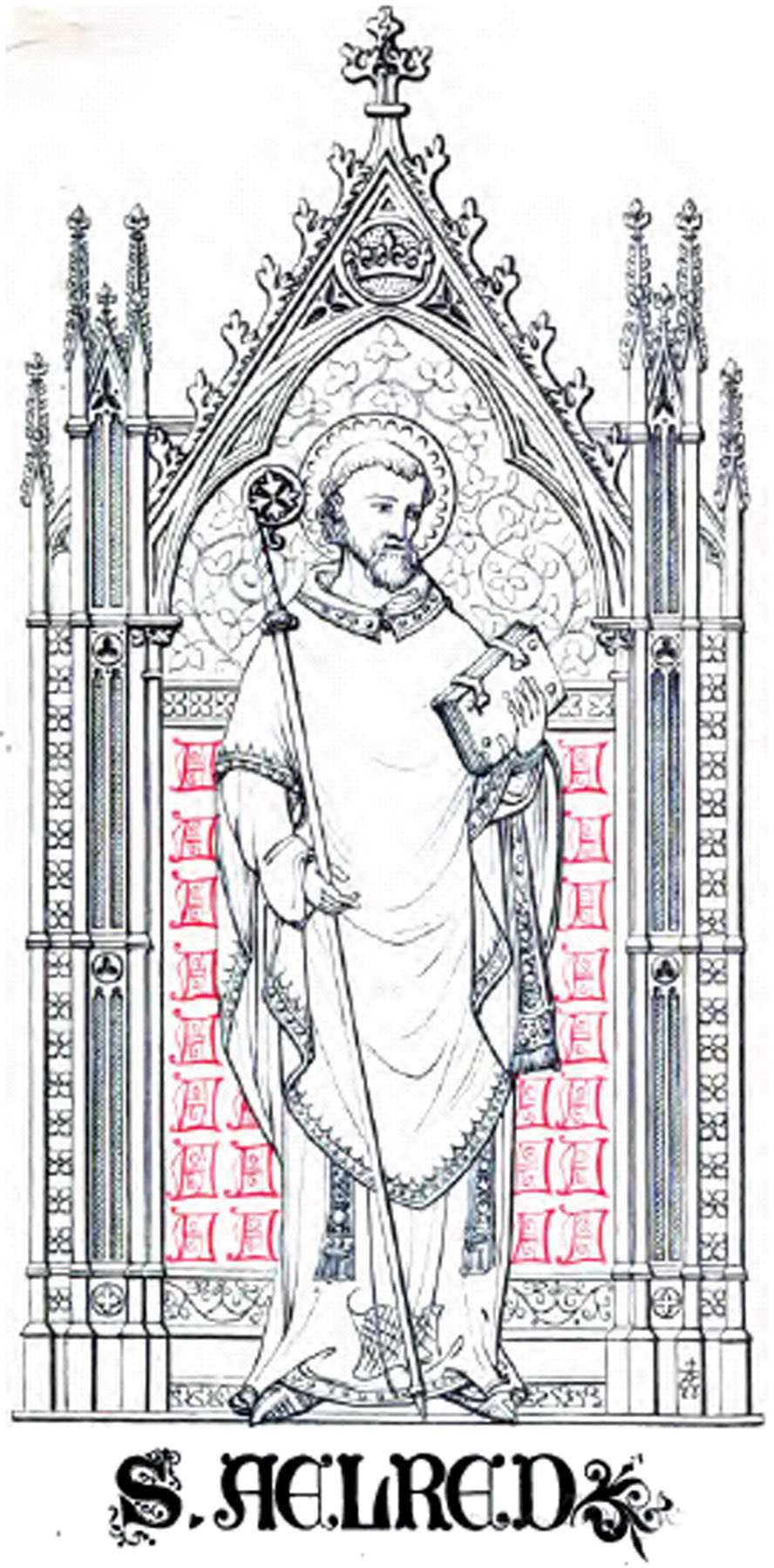
Saint Ælred.

Ælred de Rievaulx naît au début de l'année 1110 à Hexham en Angleterre. Il est le fils d'un de ces prêtres mariés que l'on trouve fréquemment dans l'Angleterre des XIe et XIIe siècles. Il vit une grande partie de sa jeunesse à la cour du roi d'Écosse, David Ier, où il est élevé en même temps que le fils de celui-ci, Henri de Northumberland. Cette période se situe dans un « printemps religieux » consécutif à la réforme grégorienne et au renouvellement de la société occidentale.
Il y étudie les œuvres de Cicéron, et y vit dans l'amitié de ceux qui l'entouraient. Très apprécié du roi David Ier, qui voulait en faire un évêque, il décide toutefois de devenir moine cistercien. Il entre en 1133 à l'abbaye de Rievaulx, près de York, d'obédience cistercienne, fille de l'abbaye de Clairvaux. Il est nommé bientôt maître des novices, et on garde de lui le souvenir d'une extraordinaire tendresse et patience à l'égard de ceux qui étaient à sa charge.
En 1143, William, seigneur de Lincoln fonde une nouvelle abbaye cistercienne dans son fief de Reversby, dans le Lincolnshire, dont Ælred ainsi que douze autres moines prennent possession. Son séjour, pendant lequel il aurait rencontré saint Gilbert de Sempringham, sera de courte durée, car il est élu abbé de Rielvaux en 1147. Dans cette position, le saint n'est pas seulement le supérieur d'une communauté de 300 moines, mais est également le supérieur de toutes les abbayes cisterciennes d'Angleterre.

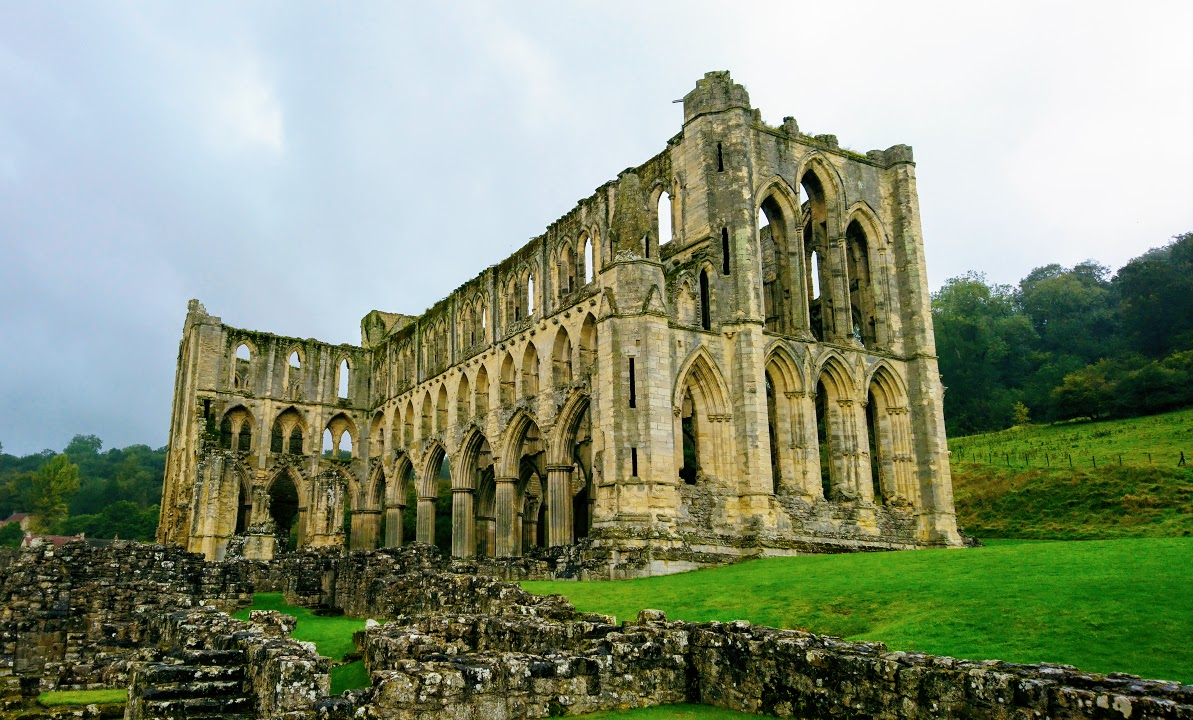
Ruines de l'abbaye de Rievaulx.

Il semble qu'il ait exercé une influence considérable sur le roi d'Angleterre Henri II, dans les premières années de son règne, et qu'il l'ait persuadé de rejoindre le roi de France Louis VII pour rencontrer le pape Alexandre III à Toucy en 1162.
Saint Ælred compose de nombreux écrits, historiques, poétiques et religieux. Il est considéré comme un des représentants des plus importants de la spiritualité monastique du XIIe siècle. Ses œuvres se fondent sur la tradition antique, et sur une spiritualité d'une haute sensibilité personnelle dans lesquelles l'amitié humaine mène à l'amour de Dieu, en sachant qu'« il n'est point d'autre bonheur pour la créature raisonnable que d'adhérer à Dieu. »
Il va également écrire un texte tout d'abord destiné à sa sœur intitulé La Vie de recluse et qui va inspirer un mouvement de mortification qui s'étendra dans toute l'Europe, particulièrement en Grande-Bretagne, France, et en Flandres (actuels Belgique et Pays-Bas). Des « recluses » vont ainsi vivre dans de petites cellules percées de ces petites ouvertures appelées hagioscopes qui leur permettent d'assister aux offices mais aussi de recevoir eau et nourriture des passants.
Ælred fait partie de ce qui a été nommé « deuxième génération» de Cîteaux qui englobe la première vague des auteurs spirituels cisterciens majeurs, en compagnie de saint Bernard, Guillaume de Saint-Thierry, et Guerric d'Igny. Pour ces auteurs, l'homme converti se conforme peu à peu au Christ, grâce à une spiritualité faite de simplicité qui se réfère à l'expérience de l'union à Dieu, de la communion, en s'enracinant aux Écritures et à la règle de saint Benoît.
Les quatre dernières années de sa vie, il augmente ses mortifications au point que son corps devint d’une maigreur extrême, selon les témoins de l'époque. Souvent il se mettait dans une fosse creusée dans le sol de son oratoire dans laquelle il priait. Il meurt le 12 janvier 1167, à l’âge de cinquante-sept ans.

## Écrits
Ælred de Rievaulx, né dans le Yorkshire, passa de la cour du roi à l'abbaye cistercienne. Dans son œuvre de valeur, les thèmes majeurs sont ceux de l'amour tendre envers Dieu, Jésus, Marie, et de l'amitié spirituelle entre les hommes,.
- Évangile selon Luc 1, 5-25.

Que notre cœur soit un temple de Dieu

« Avant même de naître, Jean a été loué par une voix qui fait autorité, celle d'un ange ; dans le sein où il est arrivé en étant contaminé par le péché, il est devenu, par une grâce ineffable, la très digne demeure de l'Esprit Saint. Il ne faut pas non plus omettre les autres détails : c'est un prêtre qui fut choisi pour être père, c'est au Temple que sa naissance fut annoncée, son nom lui est imposé et c'est un ange qui l'indiqua.
Et l'heure n'est pas sans importance : c'était en effet à l'heure de l'encens (Lc 1, 10). Plût au ciel, mes frères, que nous fassions partie de ces prêtres à qui l'Apôtre Pierre dit : Vous êtes un peuple élu, une royauté de prêtre (1P 2, 9) ! Plût au ciel que notre cœur soit un temple de Dieu, comme dit l'Apôtre Paul : Le temple de Dieu est sacré, et ce temple, c'est vous (1 Co 3, 17). Alors, à l'heure de l'encens, à l'heure d'une salutaire componction, quand notre prière s'élève comme un encens devant la face de Dieu, peut-être qu'un ange nous apparaîtra, un messager de la grâce divine. Car Jean signifie « grâce de Dieu ».
Et c'est bien à propos que, à l'instigation de l'ange, ce nom lui fut donné puisque, encore couché dans le sein maternel, il reconnut la grâce ineffable, celle du Verbe fait chair. Par la suite encore, il désigna du doigt ce même Verbe fait chair et, admirable prédicateur de la grâce de Dieu, il a ouvert par sa parole le chemin vers le royaume céleste, même aux publicains et aux prostituées, faisant comme violence (Mt 11, 12) à la pureté du ciel par la conversion de ceux-ci. »

— St Aereld de Rievaulx. Sermons 14, pour la nativité de Jean Baptiste, 3-5, trad. G. de Briey, Pain de Cîteaux 11, Notre-Dame-du-Lac (Canada), 1997, p. 208-209.
C'est également à Ælred que l'on doit la thèse selon laquelle l'apôtre Jean l'évangéliste, « le disciple que Jésus aimait », aurait été le « préféré » du Christ. Dans son œuvre (Speculo Caritatis), Ælred développe l'idée du « parfait amour » entre le Christ et Jean, amoureuse, quoique non sexuelle, et va jusqu'à qualifier leur relation de « mariage ». Ce texte a fait l'objet d'innombrables analyses, dont celle fondatrice du célèbre historien John Boswell . Au-delà, Saint Ælred, dont les mœurs étaient explicites, a contribué à définir la notion d’« amour d’amitié » (empruntée à la pensée grecque de l’Antiquité, chez Socrate et Platon, puis par Aristote, avant d'être reprise par Cicéron et saint Augustin, et donc chez Aelred). Ces textes considérées aujourd'hui comme « pro-gays » ont contribué à faire de Saint Ælred l'archétype du « Saint LGBT », bien que ce qualificatif anachronique puisse être discuté, et rentre en contradiction avec la morale catholique. Néanmoins de nombreuses associations chrétiennes LGBT ont adopté Saint Aelred comme leur saint patron (par exemple Integrity USA ou The National Anglican Catholic Church aux États-Unis, l'Ordre de St. Ælred aux Philippines ou, en France, un groupe de prêtres et fidèles catholiques gays du diocèse de Lyon).

### Ouvrages historiques et biographiques

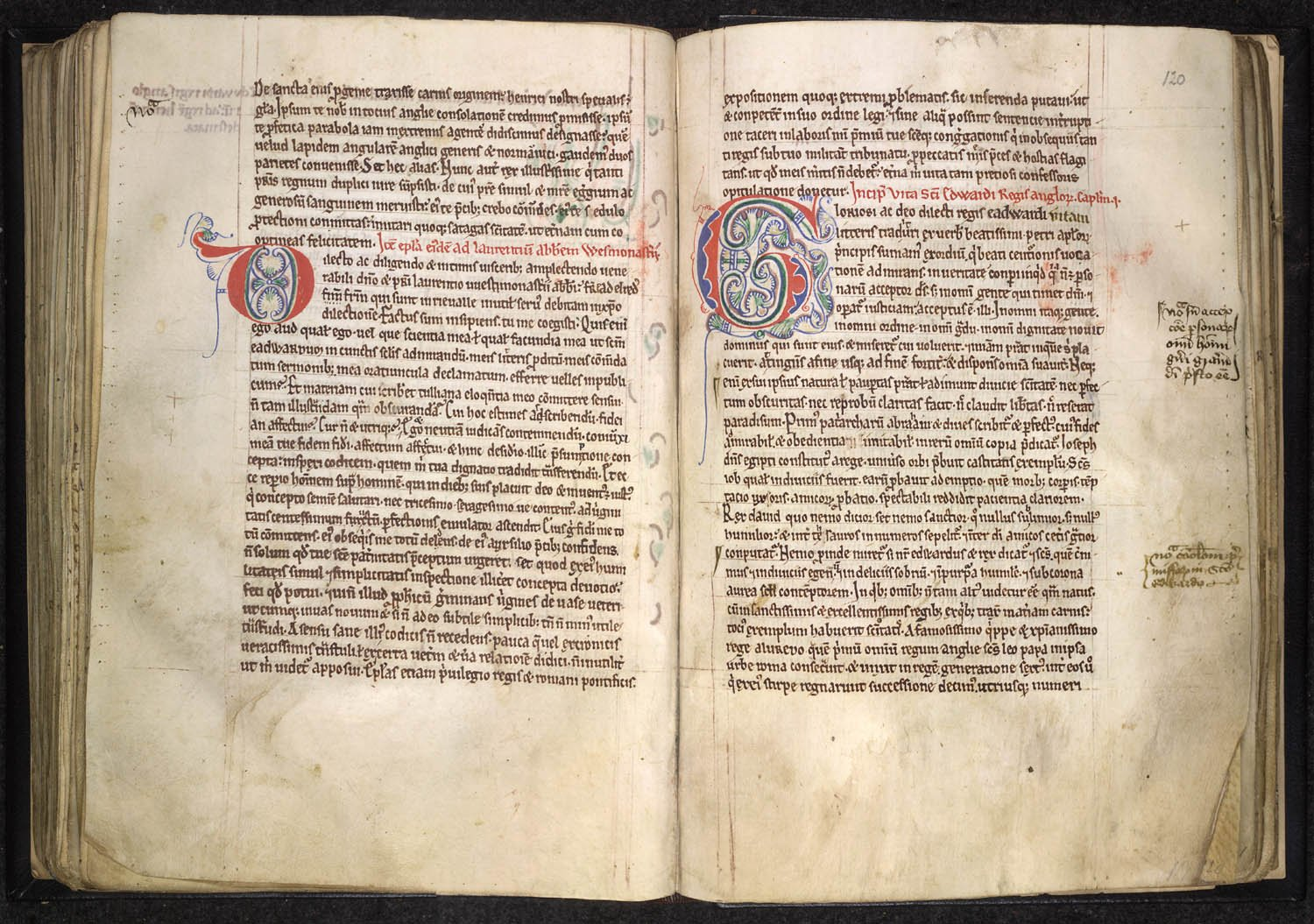
Pages d'un mansucript lumineux de Vita S.Eduardi, regis et confessoris (vie d'Édouard le Confesseur), fin du XIIe siècle.

- Vita Davidis Scotorum regis, écrite vers 1153
- Genealogiae regum Anglorum, 1153-1154
- Relatio de standardo, 1153-1154
- Vita Sancti Niniani, 1154-1160
- Vita Sancti Eduardi, regis et confessoris, 1161-1163
- De miraculis Hagustaldensis ecclesiae, vers 1155
- De quodam miraculo miraculi, vers 1160

### Traités spirituels
- Speculum caritatis (Le Miroir de la charité), vers 1142
- Compendium speculi caritatis
- Sermo de dilectione Dei
- De Jesu puero duodenni (Quand Jésus eut douze ans), 1160-1162
- De institutione inclusarum (De l'institution des recluses), 1160-1162
- Oratio pastoralis (Prière pastorale), 1163-1167
- De spiritali amicitia (L'Amitié spirituelle), 1164-1167
- Abreviationes de spiritali amicitia
- De anima (De l'âme), 1164-1167
- Sermones de oneribus
- Sermones de tempore et de sanctis

### Éditions critiques
- (la) Aelred de Rievaulx, Opera omnia, Turnhout, Brepols Publishers, 1971, 1989, 2001, 2012, 2005, 2015, «Corpus Christianorum. Continuatio Mediaevalis» n°1, 2A, 2B, 2C, 2D, 3
- (en) Aelred de Rievaulx, For Your Own People: Aelred of Rievaulx's Pastoral Prayer, trans. Mark Del Cogliano, crit. ed. Marsha L. Dutton, Kalamazoo: Cistercian Publications, 2008, «Cistercian Fathers series» n° 73.

### Traductions en français
- Ælred de Rievaulx, Quand Jésus eut douze ans, Paris, Cerf, 1958, « Sources chrétiennes » no 60.
- Ælred de Rievaulx, La Vie de recluse. La prière pastorale, Paris, Cerf, 1961, « Sources chrétiennes » no 76.
- Ælred de Rievaulx, Miroir de la charité, Paris, Cerf, 1992, « Les Éditions de Bellefontaine ».
- Ælred de Rievaulx, L'amitié spirituelle, Paris, Cerf, 1994, « Les Éditions de Bellefontaine ».
- Ælred de Rievaulx, Sermons. La collection de Reading (sermons 85-182), trans. G. de Briey(+), G. Raciti, intro. X. Morales, Turnhout, Brepols Publishers, 2015, « Corpus Christianorum in Translation » no 20.

## Citations
- Issues du Miroir de la charité (Speculum caritatis) :
  - « En créant l'univers, Dieu n'a pas seulement donné à l'homme d'être, d'être bon, d'être beau, d'être bien à sa place - comme il l'a donné aux autres créatures - mais, en plus, il lui a donné d'être heureux. D'une telle béatitude, seule la créature raisonnable est capable. »
  - « La mémoire a capacité pour l'éternité, la faculté de connaissance pour la sagesse, la faculté d'amour pour la douceur. En ces trois facultés, l'homme a été créé à l'image de la Trinité : par sa mémoire, il retenait à Dieu sans oubli; par sa faculté de connaissance, il le reconnaissait sans erreur; par sa faculté d'amour, il l'étreignait sans convoiter autre chose. Il était heureux. »

- Issues de La Vie de recluse, ouvrage écrit pour sa sœur :
  - « Rassemble les hommes du monde entier au creux de ton amour. »
  - « Tu n'as pas à te répandre, mais à t'approfondir. »

## Sources
- (en) Herbert Thurston, « Ælred », dans The Catholic Encyclopedia, New York, The Encyclopedia Press, 1913, t. I, p. 172
- Encyclopædia Universalis - Volume 18 - Édition de 1978